# Codonodes papuana
Codonodes papuana är en fjärilsart som beskrevs av George Francis Hampson 1926. Codonodes papuana ingår i släktet Codonodes och familjen nattflyn. Inga underarter finns listade i Catalogue of Life.